# Ана Штефок
Ана Штефок (Загреб, 22. април 1940 — Загреб, 3. новембар 2011) била је једна од најпопуларнијих југословенских и хрватских интерпретаторки забавне музике 60-их и 70-их година прошлог века, позната по наступима на бројним фестивалима, радију и телевизији. Преминула је 11. новембара 2011. године у Загребу.

## Каријера
Певањем је почела да се бави као дете у црквеном хору, а затим у загребачком Варијетеу на такмичењу Први пљесак. С обзиром да је имала звонки сопран, постала је стална гошћа и победница многих југословенских фестивала.
Прву победу остварује на фестивалу Загреб 1964. године изведбом песме Балада (алтернација са Звонком Шпишићем), уз одушевљење и овације публике, излазећи пред њу на бис тачно 17 пута.
Осамдесетих година прошлог века почела се гасити популарност Ане Штефок. Године 1989. потпуно се повлачи са сцене појављујући се у емисијама документарног програма. Због пада популарности, ломова у животу и несрећне љубави, лечила се од депресије.
Ана Штефок, преминула је 3. новембра 2011. године у свом стану, од последица срчаног удара.

## Фестивали
Ваш шлагер сезоне, Сарајево:
- Наш дан је умро, победничка песма и Златна лира, '68
- Реци ми, '69

Опатија:
- Море, '64
- Не тугуј, дјевојко (алтернација са Ивом Робићем), '64
- Ти одлучи / Адресе моје младости (алтернација са Габи Новак), победничка песма, '66
- Ако желиш да ме волиш (алтернација са Бисерком Спевец), '67
- Стара пјесма (алтернација са Звонком Шпишићем), '68
- Желим мало њежности и љубави (алтернација са Габи Новак), друга награда публике, '70

Сплит:
- Барјак на јарболу, '64
- Пробуди се, '72

Загреб:
- Балада (алтернација са Звонком Шпишићем), прва награда публике и скулптура Сирена, победничка песма, '64
- Све је исто ко пре, трећа награда публике, '64
- Врата ружа (Вече шансона), прва награда стручног жирија, '64
- Наш празник, '66
- Дани моје младости, '67
- У поткровљу старе куће, '68
- Реци (алтернација са Вице Вуковим), '68
- Пахуљица на твом длану, '69
- Само још данас, '70
- Нека буде како желиш ти, '71
- Онда кад си сам, '73

Мелодије Истре и Кварнера:
- Наде, награда за најбољи аранжман, прва награда публике и победничка песма, '64
- Без једра и вјетра, награда стручног жирија, '64

Крапина:
- Липе, '67
- Попевка, '68
- Листек, '69
- Голубек бели, '70
- Смеј се, пријател, '71
- Међиморје зелено, '73
- Јел' гдо мене има рад, '76
- Там гори на брегу, '77
- Подравски звони, '78
- Кушни ме, кушни, '79
- Кај су в ночи рекле стезе, '80
- Јесенска зипка, '81
- Постиха су цуреле пахуле мале, '82

Славонија, Пожега:
- Тужан момак, '72
- Хеј, да смијем, '73
- Дај ми дико јабуку, '74
- Цвјетно поље, '76
- Ој, долино од старога злата, '77
- Чекај дико, '78
- Двије дуње, '79
- Имам дику не знам што ћу с њиме, '80
- Само тебе, тебе хоћу, '81

Карневал фест, Цавтат:
- Вељунска балада, '74